# Arthur von Auwers

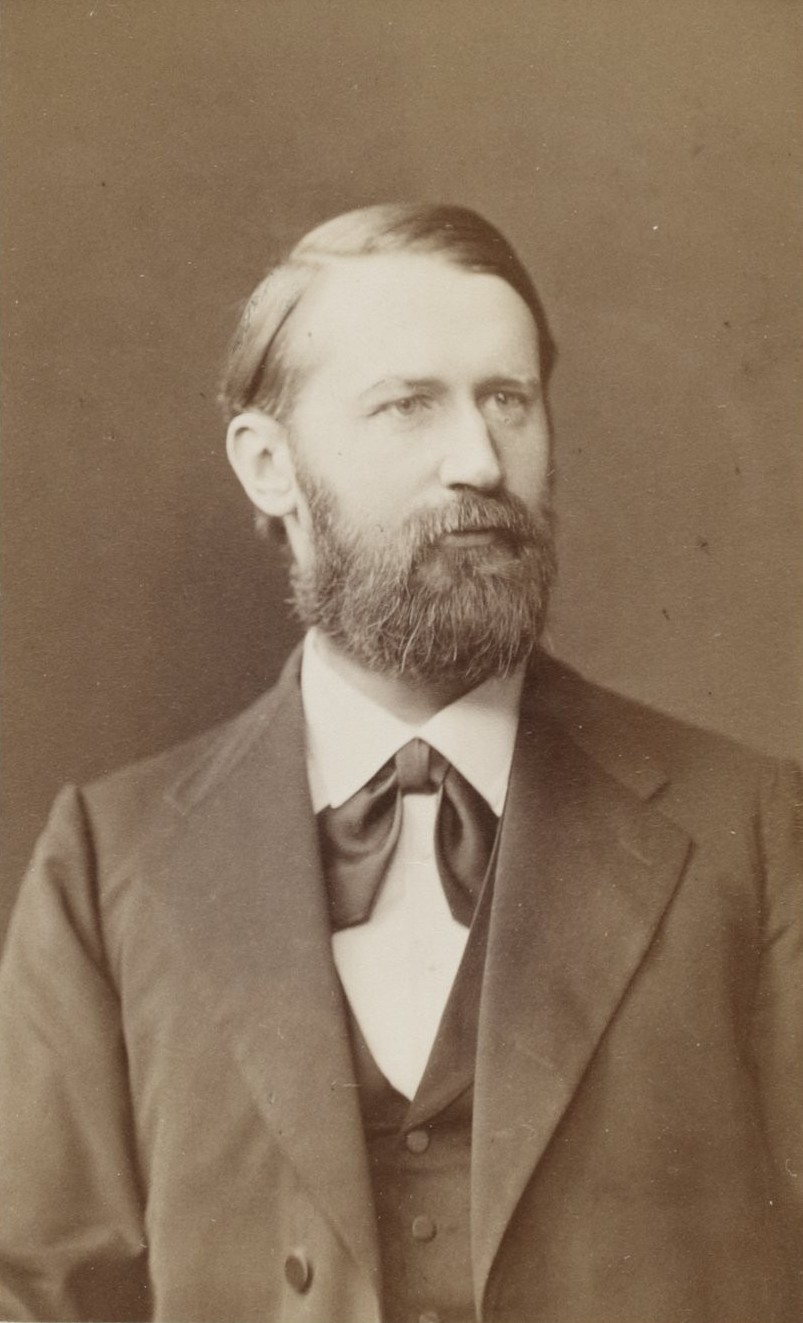
Arthur von Auwers (1884)

Arthur Julius Georg Friedrich Auwers, seit 1912 von Auwers (* 12. September 1838 in Göttingen; † 24. Januar 1915 in Groß-Lichterfelde) war ein deutscher Astronom. 1879 schuf er den ersten Fundamentalkatalog, einen umfassenden, absolut orientierten Sternkatalog.

## Herkunft
Auwers wurde in Göttingen als Sohn des Universitäts-Rittmeisters Gottfried Daniel Auwers (1796–1847) und dessen Ehefrau Emma Christiane Sophie Borkenstein (1818–1842) geboren. Seine Eltern starben sehr früh, sodass er bei einem Vormund aufwuchs.

## Leben und Wirken
Er besuchte die Grundschule und das Gymnasium in Göttingen sowie später das Gymnasium von Schulpforta in Thüringen. Bereits während seiner Schulzeit interessierte er sich für die Astronomie und nahm Himmelsbeobachtungen vor. 1854 entdeckt er ein nebliges Objekt, das nicht in Wilhelm Herschels Katalog verzeichnet war.
Anschließend studierte Auwers Astronomie an der Universität Göttingen. Er bestimmte die Positionen von Asteroiden und Kometen, berechnete deren Umlaufbahnen und beobachtete veränderliche Sterne. Er wechselte an die Universität Königsberg und wurde 1859 Assistent des Bessel-Schülers Eduard Luther an der dortigen Sternwarte. Mit Bessels Heliometer bestimmte er die Eigenbewegungen von Sternen. 1862 schloss er sein Studium erfolgreich mit einer Promotion über die Bewegung des Doppelsterns Prokyon ab. Die von Auwers ermittelten Daten für Prokyon und Sirius wurden in den Nautical Almanac und andere Sternkataloge aufgenommen.
1862 heiratete er die Tochter eines Lehrers. Das Paar siedelte nach Gotha über, wo er die Stelle eines Volontärs an der Sternwarte Gotha antrat.
1866 wurde Auwers ordentliches Mitglied der Königlich-Preußischen Akademie der Wissenschaften und 1878 ständiger Sekretär an deren Physikalisch-mathematischer Klasse. 1873 wurde er korrespondierendes und 1904 Ehrenmitglied der Russischen Akademie der Wissenschaften in Sankt Petersburg. 1879 wurde er zum auswärtigen Mitglied der Royal Society gewählt. Die American Academy of Arts and Sciences in Cambridge, Massachusetts, wählte ihn 1880 zu ihrem Mitglied. Ab 1882 war er korrespondierendes Mitglied der Bayerischen Akademie der Wissenschaften. Im gleichen Jahr wurde er zum Mitglied der Gelehrtenakademie Leopoldina gewählt. Von 1881 bis 1889 war Auwers Vorsitzender der Astronomischen Gesellschaft.
Von 1877 bis 1881 gehörte Arthur Auwers mit Wilhelm Julius Foerster und Gustav Robert Kirchhoff zum Direktorium des Astrophysikalischen Instituts Potsdam.
Bei seinen Positionsbestimmungen hatte Auwers immer wieder Ungenauigkeiten und Fehler in den seinerzeit vorhandenen Sternkatalogen festgestellt. Eine komplette Überarbeitung sah er als dringend erforderlich an. In den nächsten Jahren katalogisierte er 170.000 Sterne und widmete er sich der Erstellung eines Fundamentalkataloges, in dem er Daten aus den Jahren 1753 bis 1900 zusammenfasste. Das 1879 publizierte Werk enthielt 539 Sterne des Nordhimmels (δ bis −10°) und bildete die Grundlage zur Erforschung des Aufbaus unserer Milchstraße.
Darüber hinaus war Auwers maßgeblich an der Vorbereitung und Durchführung deutscher Expeditionen beteiligt, die 1874 in Luxor und 1882 in Punta Arenas Venusdurchgänge zur Bestimmung der Sonnenparallaxe beobachten sollten. Die Ergebnisse fasste er in sechs Bänden zusammen. Aufgrund von Messfehlern konnte der exakte Wert der Parallaxe allerdings nicht bestimmt werden. 1889 gelang ihm vom Kap der Guten Hoffnung aus, gemeinsam mit dem britischen Astronomen David Gill, eine genauere Bestimmung der Sonnenparallaxe anhand der Positionsbestimmungen des Asteroiden Victoria.
Im persönlichen Umgang galt Auwers eher als schwierig. Er war schweigsam und verschlossen.
Arthur von Auwers starb am 24. Januar 1915 im Alter von 76 Jahren in Groß-Lichterfelde. Sein erhaltenes Grab befindet sich auf dem Friedhof I der Jerusalems- und Neuen Kirchengemeinde in Berlin-Kreuzberg (Feld 3/1).

## Familie
Er heiratete am 1. November 1862 in Schulpforta die Lehrerstochter Marie Henriette Jacobi (1837–1915). Das Paar hatte drei Söhne, darunter der Chemiker Karl Friedrich von Auwers und der Jurist und Politiker Walter Gottfried von Auwers; der Physiker Otto von Auwers war sein Enkel.

## Ehrungen und Andenken
Für seine Leistungen wurden Auwers zahlreiche Auszeichnungen und Ehrungen zuteil. Er erhielt unter anderem die Goldmedaille der Royal Astronomical Society (RAS) und den Orden Pour le Mérite. Er war Mitglied der RAS und der Akademien der Wissenschaften (oder vergleichbarer Einrichtungen) von Paris, Wien, Sankt Petersburg, Edinburgh und Washington D.C. (National Academy of Sciences). Anlässlich seines 50-jährigen Promotionsjubiläums erhob ihn sein Landesherr 1912 in den erblichen Adelsstand. Zu seinem Gedenken wurde später ein Einschlagkrater (Auwers) auf dem Mond benannt.
- 1938 wurde zu seinem 100. Geburtstag eine Göttinger Gedenktafel an seinem Göttinger Jugend-Wohnhaus in der Reitstallstraße 1 angebracht.[9]
- 2007 wurde der Asteroid (11760) Auwers nach ihm benannt.[10]

## Veröffentlichungen
- Reduction der Fundamentalsterne am Passageninstrument der Sternwarte zu Palermo in d. J. 1803–1805. Leipzig 1866.
- Untersuchungen über veränderliche Eigenbewegungen. Leipzig 1868.
- Die Venusdurchgänge 1874 und 1882. Bericht über die deutschen Beobachtungen. Berlin 1887–1898.